# .rw
.rw es el dominio de nivel superior geográfico (ccTLD) para Ruanda.